# André Ferreira
André Filipe Magalhães Ribeiro Ferreira (Vila Nova de Gaia, 29 de mayo de 1996) es un futbolista portugués que juega como guardameta en el Moreirense F. C. de la Primeira Liga.

## Trayectoria

### Categorías inferiores
Se formó en las categorías inferiores del Boavista F. C. en el que permaneció hasta la categoría sub-17 en el año 2012. De ahí pasó al União Nogueirense FC en el que permaneció media temporada, de julio de 2012 a enero de 2013.

### S. L. Benfica
Nacido en Vila Nova de Gaia, distrito de Oporto, André termina su formación como juvenil en el SL Benfica tras ser fichado procedente del União Nogueirense FC a los 16 años. Debuta con el filial el 24 de noviembre de 2015 en una victoria por 2-1 frente al Clube Oriental de Lisboa en la Segunda División de Portugal, acabando la temporada con otros 3 partidos jugados.
Disputa 34 partidos con el equipo en la temporada 2016-2017, ayudando al equipo a lograr una buena cuarta posición liguera. El 1 de julio de 2017 sale cedido al Leixões SC de la misma categoría para toda la campaña, donde fue el portero titular. Al volver de su cesión, el 31 de agosto de 2018 renueva con el SL Benfica hasta 2023 y automáticamente es cedido al CD Aves de la Primera División de Portugal. Debuta el siguiente 27 de octubre en una derrota por 1-2 frente al C. D. Santa Clara.

### C. D. Santa Clara
El 28 de junio de 2019 se oficializa su rescisión de contrato con el SL Benfica y firma un contrato por cuatro temporadas con el C. D. Santa Clara, también de la máxima categoría nacional. Allí sería el suplente de Marco Pereira.

### Paços de Ferreira
André firma por el Paços Ferreira, también de la Primera División, el 23 de junio de 2021 y firmando un contrato por 3 temporadas. Fue el portero titular en liga, pero también en los partidos de ida y vuelta en la Liga Conferencia frente al Tottenham Hotspur, logrando una portería a cero en el primero de los dos partidos.

### Etapa en España
Su rendimiento en el Paços de Ferreira le llevó a firmar por el Granada C. F., oficializándose el 21 de julio de 2022.
El 29 de enero de 2024 llegó al Real Valladolid C. F. en calidad de cedido hasta final de temporada con opción de compra. El 30 de mayo, tras el ascenso a Primera División se hizo efectiva la opción de compra, para cumplir con el acuerdo llegado con el Granada C. F. en el mercado invernal a pesar de no disputar ningún partido. El acuerdo fue por tres temporadas. En la primera de ellas jugó nueve encuentros y el 21 de julio de 2025 llegó a un acuerdo para rescindir su contrato.

### Regreso a Portugal
El mismo día que se confirmó su salida de Valladolid, firmó por tres años con el Moreirense F. C.

## Selección nacional

### Sub-17
Jugó su único partido con Portugal sub-17 el 27 de marzo de 2014 en partido amistoso contra Bélgica sub-17. El partido se jugó en el Complexo Desportivo do Real Sport Clube y el partido acabó empate a 2. André disputó los 90 mintutos con el dorsal 12.

### Sub-21
Con la selección Portugal sub-21 fue convocado el 23 de marzo de 2018 en partido Clasificación para la Eurocopa Sub-21 de 2019 contra Liechtenstein. El partido se jugó en el Estadio João Cardoso de Tondela y acabó con victoria 7-0. Tuvo el dorsal 22 vio todo el partido desde el banquillo. Este ha sido su única aparición con la selección de esta categoría.

## Estadísticas

### Clubes
Actualizado al último partido disputado el 10 de mayo de 2025.
| S. L. Benfica "B" Portugal            | 2.ª           | 2015-16       | 6   | 8   | —  | —  | — | — | 6   | 8   |
| S. L. Benfica "B" Portugal            | 2.ª           | 2016-17       | 34  | 46  | —  | —  | — | — | 34  | 46  |
| S. L. Benfica "B" Portugal            | Total club    | Total club    | 40  | 54  | 0  | 0  | 0 | 0 | 40  | 54  |
| Leixões S. C. Portugal                | 2.ª           | 2017-18       | 32  | 36  | 2  | 0  | — | — | 34  | 36  |
| Leixões S. C. Portugal                | Total club    | Total club    | 32  | 36  | 2  | 0  | 0 | 0 | 34  | 36  |
| C. D. Aves Portugal                   | 1.ª           | 2018-19       | 8   | 19  | 3  | 2  | — | — | 11  | 21  |
| C. D. Aves Portugal                   | Total club    | Total club    | 8   | 19  | 3  | 2  | 0 | 0 | 11  | 21  |
| C. D. Santa Clara Portugal            | 1.ª           | 2019-20       | 3   | 4   | 4  | 5  | — | — | 7   | 9   |
| C. D. Santa Clara Portugal            | 1.ª           | 2020-21       | 1   | 0   | 4  | 4  | — | — | 5   | 4   |
| C. D. Santa Clara Portugal            | Total club    | Total club    | 4   | 4   | 8  | 9  | 0 | 0 | 12  | 13  |
| F. C. Paços de Ferreira Portugal      | 1.ª           | 2021-22       | 32  | 41  | 1  | 1  | 4 | 4 | 37  | 46  |
| F. C. Paços de Ferreira Portugal      | Total club    | Total club    | 32  | 41  | 1  | 1  | 4 | 4 | 37  | 46  |
| Granada C. F. · España                | 2.ª           | 2022-23       | 11  | 9   | 0  | 0  | — | — | 11  | 9   |
| Granada C. F. · España                | 1.ª           | 2023-24       | 15  | 29  | 0  | 0  | — | — | 15  | 29  |
| Granada C. F. · España                | Total club    | Total club    | 26  | 38  | 0  | 0  | 0 | 0 | 26  | 38  |
| Real Valladolid C. F. · España        | 1.ª           | 2024-25       | 6   | 20  | 3  | 6  | — | — | 9   | 26  |
| Real Valladolid C. F. · España        | Total club    | Total club    | 6   | 20  | 3  | 6  | 0 | 0 | 9   | 26  |
| Total carrera                         | Total carrera | Total carrera | 148 | 212 | 17 | 18 | 4 | 4 | 169 | 234 |
| (1) Hace referencia a goles encajados |               |               |     |     |    |    |   |   |     |     |

## Palmarés

### Títulos nacionales
| Título           | Club          | País   | Año  |
| ---------------- | ------------- | ------ | ---- |
| Segunda División | Granada C. F. | España | 2023 |